# Ignacy Falzon
Ignacy Falzon (ur. 1 lipca 1813 w Valletcie; zm. 1 lipca 1865 tamże) – maltański Błogosławiony Kościoła Katolickiego.

## Życiorys
Był synem Józefa i Marii Teresy Falzon; miał trzech braci. Potem otrzymał święcenia kapłańskie i zdobył dyplom z teologii. Uczył dzieci katechizmu. Współpracował z brytyjskimi żołnierzami i marynarzami, którzy stacjonowali na Malcie pod protektoratem brytyjskim. Zmarł w dniu swoich 52. urodzin w opinii świętości. Został beatyfikowany przez papieża Jana Pawła II w dniu 9 maja 2001 roku. Ignacy Falzon jest pochowany w kościele Najświętszej Marii Panny w Valletcie.